# Laubbaum

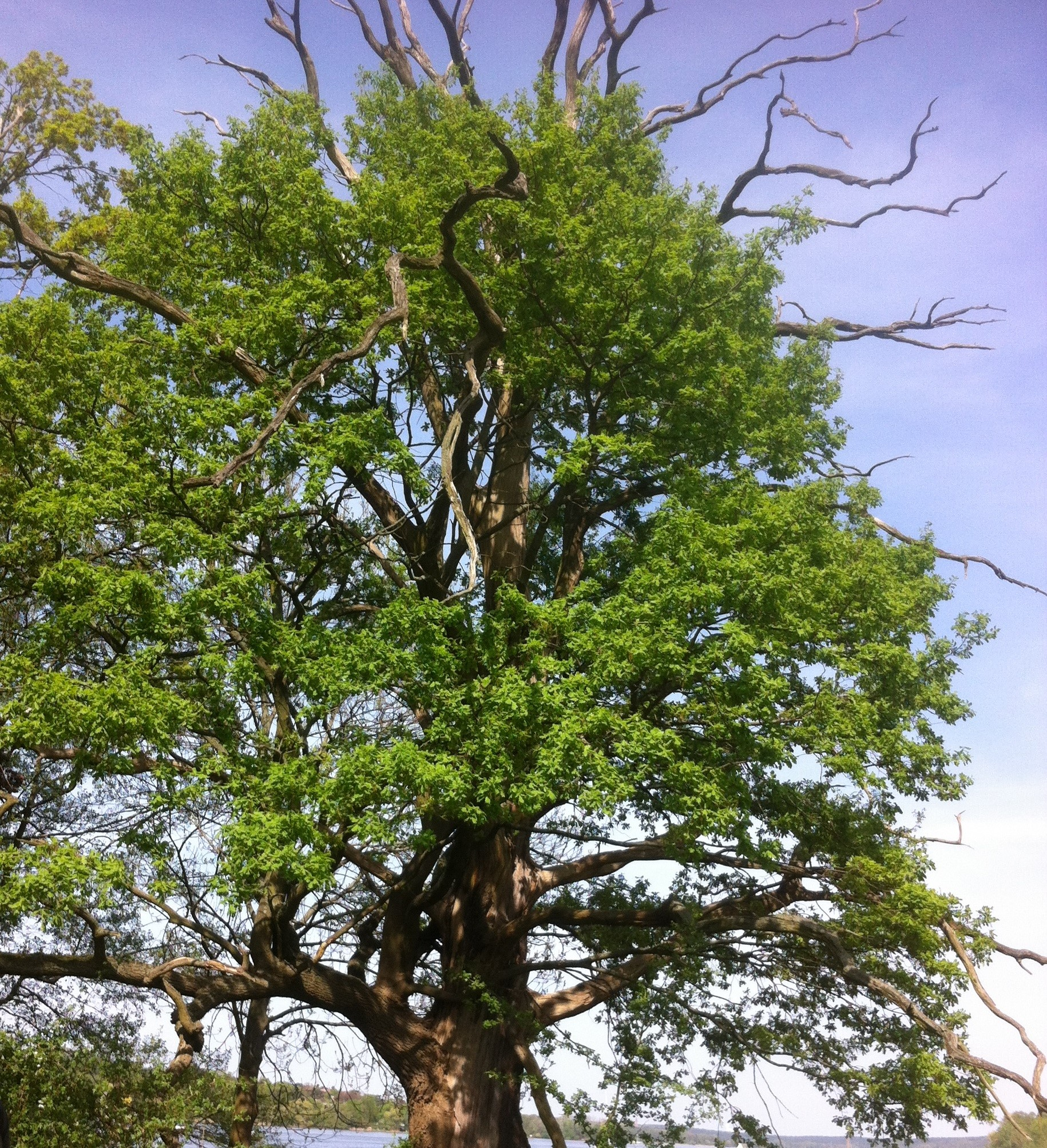
Laubbaum, hier: Eiche

Als Laubbaum werden alle Bäume aus der Gruppe der Bedecktsamer bezeichnet in Abgrenzung von den Nadelhölzern (Nacktsamer). Verholzte Pflanzen der Bedecktsamer (auch Sträucher, Zwergsträucher) werden als Laubhölzer bzw. Laubgehölze bezeichnet.
Die von Laubbäumen beherrschten Pflanzengesellschaften sind die Laubwälder von den immergrünen Tropischen Regenwäldern über die Monsunwälder und Lorbeerwälder bis zu den sommergrünen Laubwäldern der kühlgemäßigten Klimazone. Die meisten Laubbäume zählt man zu den Rosiden. Diese werden eingeteilt in zwei Hauptgruppen von Ordnungen: die Fabiden und die Malviden.
Zu den Fabiden (auch Eurosiden I) gehören in Mitteleuropa die Gattungen der Buchen (Fagus), Eichen (Quercus), Erlen (Alnus), Birken (Betula), Hainbuchen (Carpinus), Ulmen (Ulmus), Weißdorne (Crataegus), Steinobstbäume (Prunus), Äpfel (Malus), Birnen (Pyrus), Mehlbeeren (Sorbus), Walnüsse (Juglans L.), Pappeln (Populus) und Weiden (Salix). 
Zu den Malviden (auch Eurosiden II) zählt man die Gattungen der Ahorne (Acer) und Linden (Tilia). 
Stechpalmen (Ilex) und Eschen (Fraxinus) hingegen gehören zu den Asteriden.